# Anexação
Anexação consiste na aquisição permanente e incorporação de uma entidade territorial em uma outra entidade geopolítica (ou adjacente ou não contígua). Geralmente, fica implícito que o território e a população a ser anexada é menor, mais periférico, e mais fraco das duas entidades que se fundem, salvo tamanho físico. Também pode implicar um certo grau de coerção, expansionismo ou unilateralismo por parte da entidade mais forte que se funde. Devido a isso, os eufemismos mais positivos, como união política, unificação ou reunificação são por vezes vistos no discurso. A anexação difere de cessão e fusão, porque ao contrário da cessão onde o território é dado ou vendido através de tratado, ou da fusão (onde as autoridades de ambos os lados são questionadas se concordam com a fusão), a anexação é um ato unilateral, onde o território é tomado e mantido por um estado e legitimado através do reconhecimento geral por outros organismos internacionais (ou seja, países e organizações intergovernamentais).
Durante a Segunda Guerra Mundial, o uso de anexação privou populações inteiras das salvaguardas previstas por leis internacionais que regulam as ocupações militares. Os autores da Quarta Convenção de Genebra fizeram questão de "dar a essas regras um caráter absoluto", tornando-se assim muito mais difícil para um estado contornar a lei internacional através do uso de anexação.